# Paratarbaleus novaeguineae
Paratarbaleus novaeguineae är en insektsart som först beskrevs av Willy Adolf Theodor Ramme 1930.  Paratarbaleus novaeguineae ingår i släktet Paratarbaleus och familjen Pyrgomorphidae. Inga underarter finns listade i Catalogue of Life.